# Noruega en los Juegos Olímpicos de Sarajevo 1984
Noruega estuvo representada en los Juegos Olímpicos de Sarajevo 1984 por un total de 58 deportistas que compitieron en 8 deportes.  
El portador de la bandera en la ceremonia de apertura fue el patinador de velocidad Bjørg Eva Jensen.

## Medallistas
El equipo olímpico noruego obtuvo las siguientes medallas:
| Nombre                                                       | Deporte               | Competición  |
| ------------------------------------------------------------ | --------------------- | ------------ |
| Oro                                                          |                       |              |
| Eirik Kvalfoss                                               | Biatlón               | 10 km M      |
| Tom Sandberg                                                 | Combinada nórdica     | Individual M |
| Inger Helene Nybråten Anne Jahren Brit Pettersen Berit Aunli | Esquí de fondo        | 4 × 5 km F   |
| Plata                                                        |                       |              |
| Odd Lirhus Eirik Kvalfoss Rolf Storsveen Kjell Søbak         | Biatlón               | 4 × 7,5 km M |
| Berit Aunli                                                  | Esquí de fondo        | 5 km F       |
| Bronce                                                       |                       |              |
| Eirik Kvalfoss                                               | Biatlón               | 20 km M      |
| Brit Pettersen                                               | Esquí de fondo        | 10 km F      |
| Anne Jahren                                                  | Esquí de fondo        | 20 km F      |
| Kai Arne Engelstad                                           | Patinaje de velocidad | 1000 m M     |